# PL学園高校野球部集団暴行事件
PL学園高校野球部集団暴行事件（PLがくえんこうこうやきゅうぶしゅうだんぼうこうじけん）は、2013年に日本のPL学園高校野球部で起きた暴行事件。名門として知られたPL学園高校野球部が、新入部員の募集を停止する原因となった。

## 概要

### 事件の発生
2013年2月23日にPL学園高等学校の野球部で、寮内で複数の2年生の部員が1人の部員に対して激しい暴行をした。被害を受けた部員が救急車で病院に運ばれたが、大きな怪我はなかった。この事件を受けて3月6日に日本高等学校野球連盟が大阪市内で審議会を開き、PL学園高校野球部に対しては対外試合禁止の処分が妥当であるとして日本学生野球協会審査室に上申するということが決められた。
4月9日に日本学生野球協会が東京都内で審査室会議を開いてPL学園高校野球部の部内暴力を審議した結果、発生翌日の2月24日から6か月間の対外試合禁止処分とした。このことで同年の全国高等学校野球選手権大阪大会への出場は不可能になり、第95回全国高等学校野球選手権大会への出場も絶望となった。会議のメンバーであった日本高等学校野球連盟の委員長によると、この暴力事件は計画性を伴う激しいいじめで、一つ誤れば死亡事故になっていたとして、事態を重く見ていた。行われていた暴力は、横たわった1年生部員の腹部に複数の2年生部員が膝から落ちるなどというものだった。
この暴力事件が起きたことから、PL学園高校野球部は同年の春季近畿地区高等学校野球大会への出場を辞退した。4月28日にはこの暴力事件を理由にPL学園高校野球部の監督が退任していたことが明らかとなった。練習は4月22日から再開していた。

### 事件から
2013年3月3日に放送された『S☆1』にはPL学園高校野球部出身である清原和博が出演しており、この暴力事件が起きたことに対して、PL学園高校野球部が強かったのは上級生から下級生に対するしごきがあったからで、暴力とはPL学園野球部の伝統というものであったなどと発言した。自身が在学中のPL学園高校野球部が強かったのはしごきがあったおかげという趣旨の発言をしたものの、清原は指導者が生徒に暴力を振るうことには容認しておらず、自身が指導者になれば体罰はしないと発言した。この番組には野村克也も出演しており、野村の考えは清原の考えとは反対に、アマチュアの野球ならば体罰は行っても良いとしていた。
この事件のためPL学園野球部だけの寮は廃止され、2014年には野球部部員も他の部活動の部員と同じ寮で生活をすることになった。大阪の高校野球関係者はPL学園高校野球部の悪しき伝統は払拭されたとは言い切れないとしていた。

#### 休部へ
2014年10月10日にPL学園高校野球部は、2015年度より新入部員の募集を停止する旨発表した。2012年2月の暴力事件で監督が退任して以降は専任の監督は不在の状態が続いており、試合では全く野球経験の無い校長が肩書き上の監督を務めていた。専任の監督が不在という異常事態は今後も解消される見込みは無く、十分な指導体制を組むことができないため募集停止を決めた。2014年4月に入部した1年生は全員が一般入試で入学した生徒だけになっているため、今後もこの状況が続くようでは戦力的な低下は否めず、名門の名を維持することは難しい状態となっていた。10月9日に学校法人PL学園の理事会は保護者に対して理事長と校長の連名で文書を配布した。これによると、このまま新たに硬式野球部の新入部員を受け入れるということは本校の教育責任を十分に果たすことができず、PL学園の教育指針に反すると判断されたために募集停止にするとの内容だった。
2015年1月10日にPL学園高校硬式野球部OB会会長は、2014年年末に早期の監督決定と新入部員の受け入れ再開を学校側に提出したことを明らかにした。2015年5月26日には2016年度も新入部員の受け入れを停止するということが判明した。
PL学園高校野球部は2016年の全国高等学校野球選手権大阪大会で12人のチームで初戦敗退をし、この試合を最後に休部になった。2017年3月29日に日本高等学校野球連盟に脱退届が提出されて受理された。